# Ciprian Deac
Ciprian Ioan Deac (n. 16 februarie 1986, Dej, România) este un fotbalist român, care joacă pe post de mijlocaș la CFR Cluj în SuperLiga României. Pe plan internațional, are prezențe la națională pentru România Sub-21 și România. Este românul cu cele mai multe supercupe ale României, patru la număr.

## Performanțe internaționale
A jucat pentru CFR Cluj în grupele UEFA Champions League 2008-09, contabilizând două meciuri în această competiție.

## Titluri
| Sezon   | Club          | Titlu              |
| ------- | ------------- | ------------------ |
| 2007-08 | CFR 1907 Cluj | Liga I             |
| 2007-08 | CFR 1907 Cluj | Cupa României      |
| 2008-09 | CFR 1907 Cluj | Cupa României      |
| 2009    | CFR 1907 Cluj | Supercupa României |
| 2009-10 | CFR 1907 Cluj | Liga I             |
| 2009-10 | CFR 1907 Cluj | Cupa României      |
| 2010    | CFR 1907 Cluj | Supercupa României |
| 2020-21 | CFR 1907 Cluj | Liga I             |
| 2019-20 | CFR 1907 Cluj | Liga I             |
| 2018-19 | CFR 1907 Cluj | Liga I             |

## Palmares
Ciprian Ioan Deac are în palmares șapte titluri naționale. A câștigat în 2008 Liga I și Cupa României cu CFR Cluj, chiar dacă a fost împrumutat în sezonul 2007-2008 la Oțelul Galați. Tânărul mijlocaș a debutat în toamna anului 2008 și în Liga Campionilor, cea mai importantă competiție intercluburi din lume, într-un meci cu AS Roma. Ciprian Deac a fost aproape de o calificare la Campionatul European de Tineret din 2009, cu echipa națională de tineret a României, însă a făcut parte din lotul lărgit al „naționalei” mari, pentru Campionatul European din Austria și Elveția, care s-a desfășurat în vara anului 2008. În 2009 a câștigat Cupa și Supercupa României, iar în 2010 a cucerit din nou titlul de campion, Cupa României și Supercupa.

## Carieră

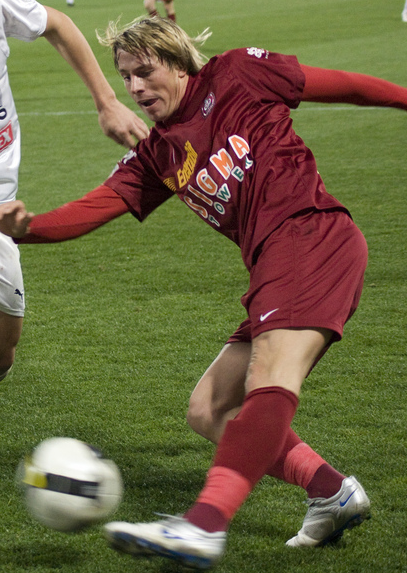
Ciprian Deac în timpul meciului CFR Cluj -Gloria Bistrița (aprilie 2010)

Ciprian Deac și-a început cariera fotbalistică la Gloria II Bistrița. Sezoanele 2004-2005 și 2005-2006 le-a petrecut la Unirea Dej, unde s-a făcut repede remarcat, fiind luat în vizor de CFR Cluj. Chiar dacă, la un moment dat, Deac a fost aproape să îmbrace tricoul rivalei clujene Universitatea Cluj, în cele din urmă „blondul” a ajuns în Gruia. În vara lui 2004, Ciprian Deac a susținut probe de joc la U.Cluj și a fost luat într-un cantonament în Ungaria. Consiliul de Administrație al Universității nu a fost însă de acord să plătească suma de 50.000 de euro cerută de Unirea Dej pentru transferul său, astfel, Deac petrecând doar două luni în curtea „șepcilor roșii”. S-a întors la Dej și peste numai câteva zile a fost cedat în coproprietate la Gloria Bistrița, care l-a trimis la echipa a doua, în divizia C. În turul de campionat 2004-2005 a fost folosit în doar două meciuri, iar în pauza competițională, Gloria a decis că nu mai are nevoie de serviciile sale. S-a întors la Unirea Dej, a fost revelația returului în divizia B și în 2005 a semnat cu CFR. În sezonul 2005-2006, Deac nu a bifat nici un minut în tricoul vișiniu. Sezonul următor, 2006-2007 a adus și debutul tânărului mijlocaș în Liga I, într-un meci cu Unirea Urziceni, câștigat de „feroviari” cu scorul de 4-0. Ciprian Deac a evoluat în 11 partide în acel sezon, terminând campionatul pe locul 3. În 2007-2008, turul l-a petrecut în Gruia, jucând în 10 partide, iar în retur a fost împrumutat la Oțelul Galați, unde a jucat 15 partide și a marcat 2 goluri. Prestațiile sale au atras atenția câtorva cluburi din Europa, dar mai ales pe cea a selecționerului Victor Pițurcă. La sfârșitul sezonului 2007-2008, Ciprian Deac s-a întors la CFR Cluj pentru a sărbători câștigarea campionatului și a cupei României. Datorită prestațiilor sale, a fost păstrat în lotul campioanei și pentru sezonul 2008-2009. În prima parte a campionatului a fost pe teren doar în 9 partide, fiind ținut mai mult pe banca de rezerve, ceea ce l-a făcut să se gândească la o despărțire de clubul CFR. Însă, odată cu venirea noului antrenor, Dušan Uhrin, Jr., Ciprian Deac a renunțat la acest gând, primind asigurări că va fi folosit mai mult. A devenit un jucător de bază, atât în echipa lui Uhrin, cât și pentru ceilalți antrenori succedați cehului.
În 2010 și-a încununat cariera cu debutul la prima reprezentativă a României, în martie fiind folosit de selecționerul Răzvan Lucescu în meciul cu Israel. A cucerit apoi cu CFR Cluj toate cele trei trofee disponibile pe plan intern, campionatul, cupa și supercupa.
Din 27 august 2010 a devenit jucătorul echipei germane Schalke 04. Din anul 2013 s-a întors la CFR Cluj unde a mai jucat 3 sezoane, înainte de a pleca în Kazahstan, unde a jucat la FC Aktobe și FC Tobol. Din ianuarie 2017 a revenit din nou la CFR Cluj.

## Statistici
- 2004-2005  Gloria Bistrița II (Divizia C)
- 2004-2005  Unirea Dej (Divizia B) - 4 meciuri
- 2005-2006  Unirea Dej (Divizia B) - 23 meciuri
- 2005-2006  CFR Cluj (Liga I)
- 2006-2007  CFR Cluj (Liga I) - 11 meciuri
- 2007-2008  CFR Cluj (Liga I) - 10 meciuri
- 2007-2008  Oțelul Galați (Liga I) - 15 meciuri - 1 gol
- 2008-2009  CFR Cluj (Liga I) - 18 meciuri - 2 goluri
- 2009-2010  CFR Cluj (Liga I) - 24 meciuri - 2 goluri
- 2010-2011  FC Schalke 04 (1.Bundesliga) - 2 meciuri
- 2010-2011  CFR Cluj (Liga I) - 4 meciuri
- 2011-2012  Rapid București (Liga I) - 30 meciuri - 9 goluri
- 2012-2013  CFR Cluj (Liga I) - 18 meciuri - 3 goluri
- 2013-2014  CFR Cluj (Liga I) - 28 meciuri - 6 goluri
- 2014-2015  CFR Cluj (Liga I) - 18 meciuri - 2 goluri
- 2015  FK Aktobe (Kazahstan 1) - 15 meciuri - 1 gol
- 2016  Tobol Kostanai (Kazahstan 1) - 31 meciuri - 2 goluri
- 2016-2017  CFR Cluj (Liga I) - 14 meciuri - 6 goluri
- 2017-2018  CFR Cluj (Liga I) - 34 meciuri - 5 goluri
- 2018-2019  CFR Cluj (Liga I) - 26 meciuri - 4 goluri
- 2019-2020  CFR Cluj (Liga I) - 25 meciuri - 14 goluri
- 2020-2021  CFR Cluj (Liga I) - 34 meciuri - 13 goluri
- 2021-2022  CFR Cluj (Liga I) - 39 meciuri - 10 goluri
- 2022-2023  CFR Cluj (Liga I) - 31 meciuri - 6 goluri
- 2008-2009  CFR Cluj (Liga I) - ?